# 7680 Cari
7680 Cari là một tiểu hành tinh vành đai chính với cận điểm quỹ đạo là 2.1358561 AU. Nó có độ lệch tâm là 0.2096798 và chu kỳ quỹ đạo là 1620.3635772 ngày (4.44 năm).
Calinger có vận tốc quỹ đạo trung bình là 18.11989465 km/s và độ nghiêng quỹ đạo là 8.70123°.
Thlà mộtsteroid was được phát hiện ngày 16 tháng 4 năm 1996.
Nó được đặt theo tên Amleto Cari, một cầu thủ bóng đá.